# Železniční trať Savski Marof – Záhřeb

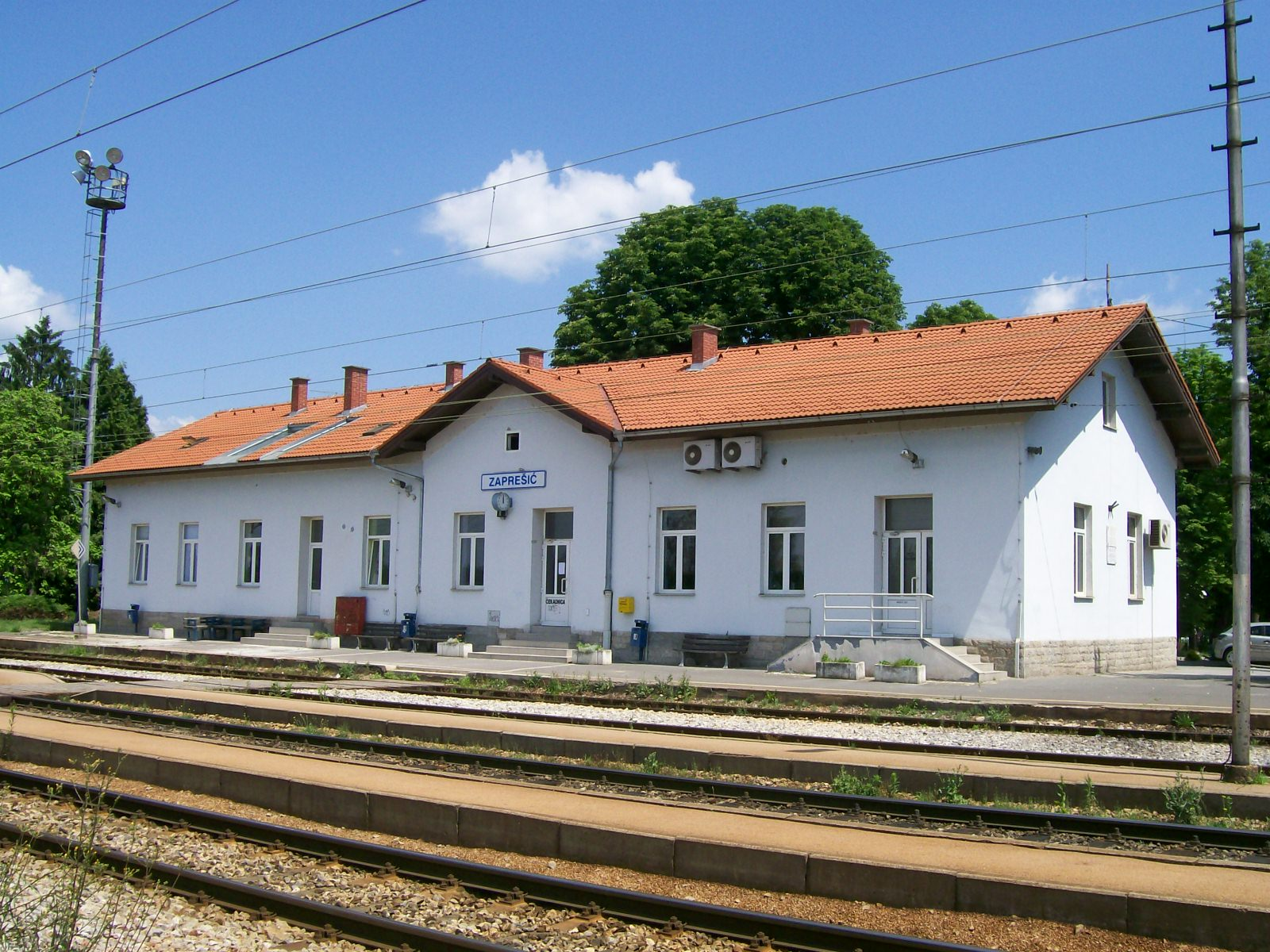
Nádraží v Zaprešići

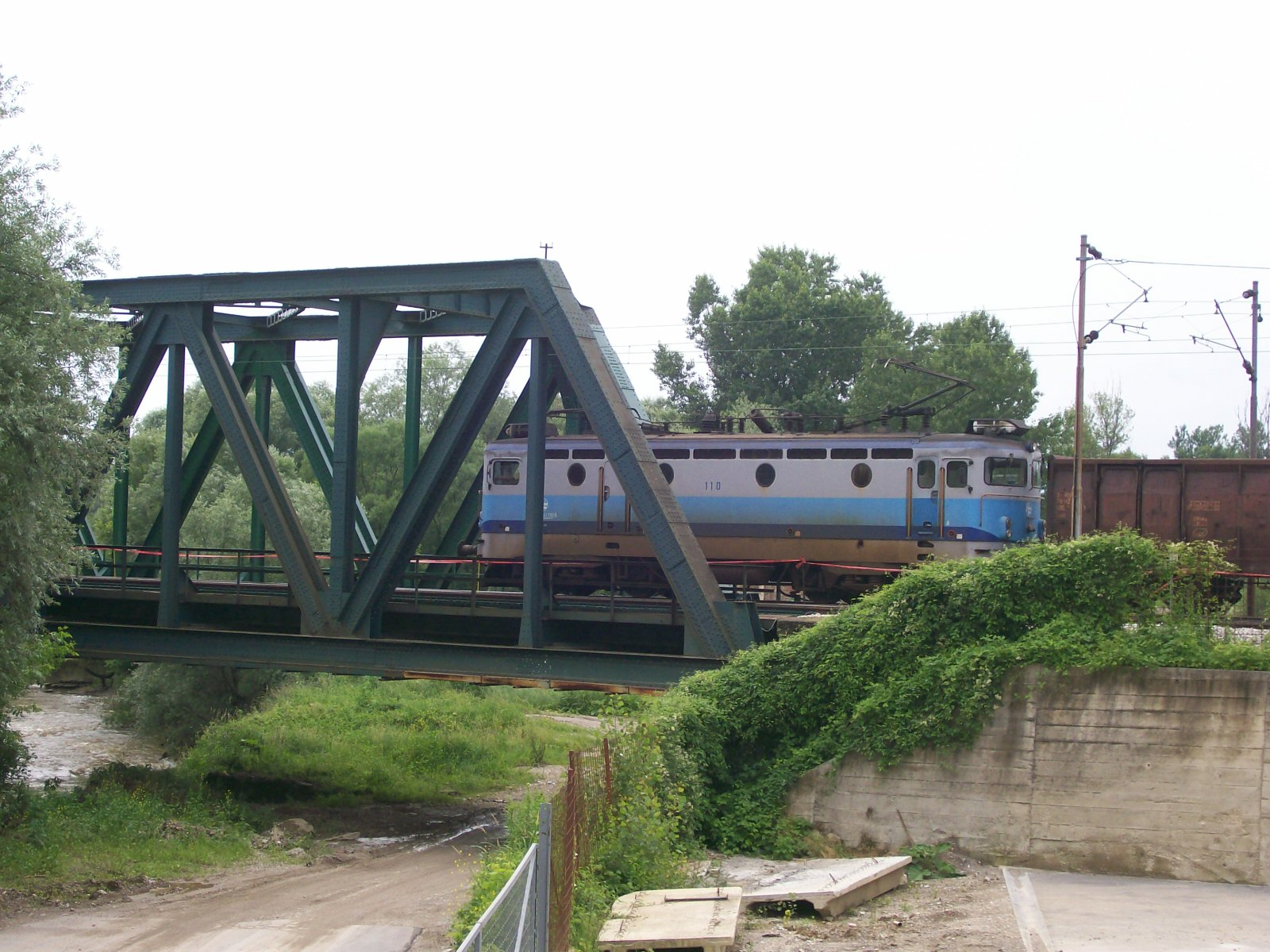
Most přes řeku Krapinu

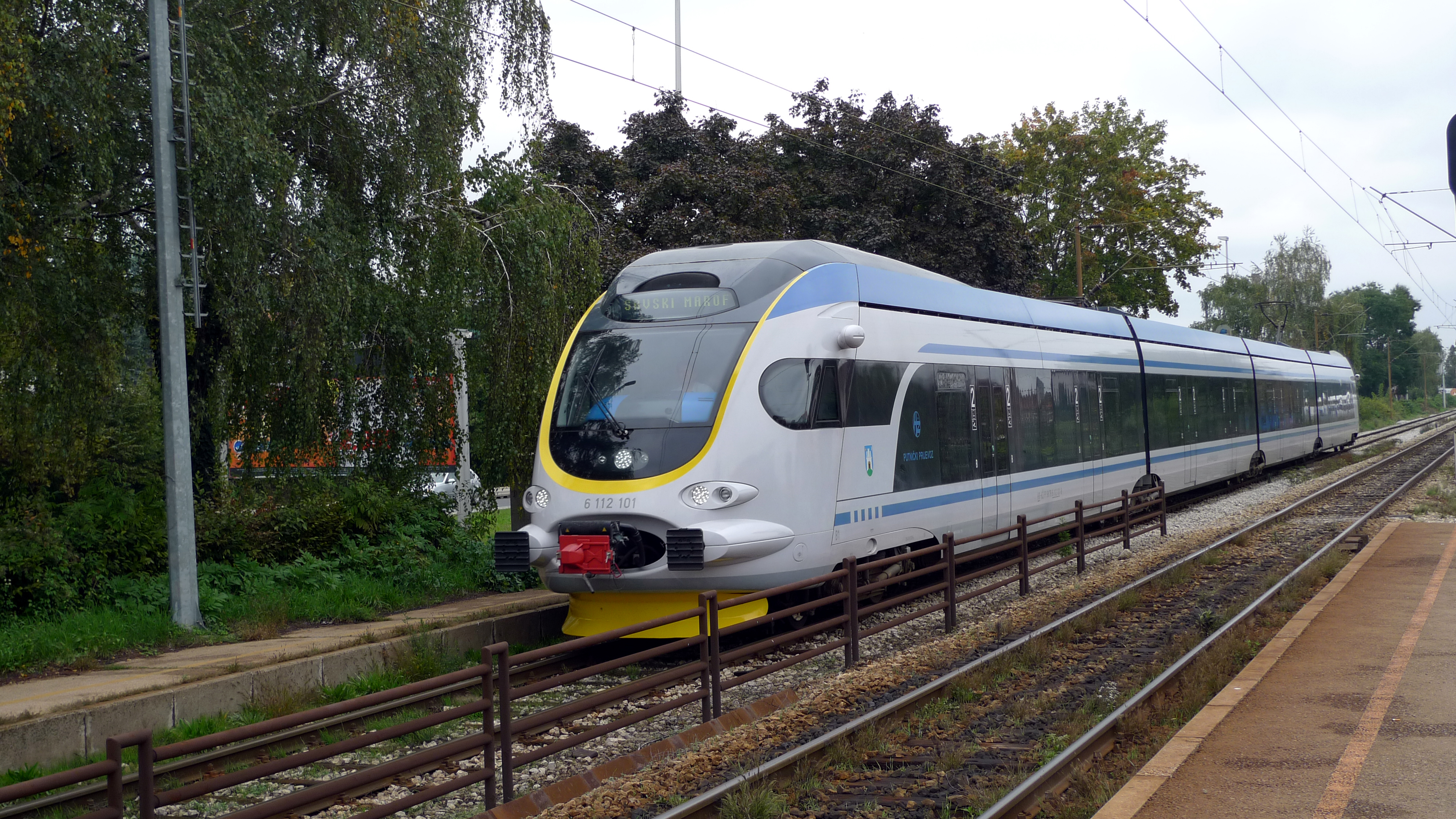
Vlak ve stanici Podsused

Železniční trať Savski Marof–Záhřeb, označovaná jako M101 se nachází na západu Chorvatska. Zajišťuje spojení z chorvatské metropole do Slovinska. Je dlouhá 27,7 km. Vedena je údolím řeky Sávy.
Trať slouží pro mezinárodní dopravu. Kromě spojení Chorvatska se západní Evropou zajišťuje také i napojení Balkánu na Rakousko a Švýcarsko.

## Historie
Trať byla otevřena v roce 1862 jako součástí železniční trati spojující nádraží Zidani Most se Sisakem. Díky ní získal Záhřeb napojení na železniční síť Rakousko-Uherska. Rovněž byla druhou tratí na území současného Chorvatska; a to poté, co bylo město Čakovec napojeno na Jižní dráhu, která spojovala Vídeň s Terstem. Ta sloužila jako součást delší trati z Budapešti do Terstu.
Rakousko-uherské noviny o nové trati hlásaly, že se jedná o dar Chorvatsku za jeho loajalitu v událostech v roce 1848. Trať byla slavnostně otevřena dne 1. října 1862. Původně se mělo otevření trati konat o 4 dny později, aby se uskutečnilo na narozeniny Františka Josefa I., nicméně v poslední chvíli padlo rozhodnutí uskutečnit otevření trati dříve.
Původně byla jednokolejná; roku 1944 bylo rozhodnuto o vybudování druhé koleje. V letech 1919 až 1977 jezdil po trati slavný vlak Orient expres. V současné době[kdy?] je trať dvoukolejná a elektrizovaná.

## Stanice
- Savski Marof
- Brdovec
- Zaprešić Savska
- Zaprešić
- Podsused
- Gajnice
- Vrapče
- Kustošija
- Zagreb Zapadni kolodvor
- Zagreb Glavni kolodvor